# Damašek
Damašek (oficiálně arabsky دمشق‎, Dimašk, hovorově الشام‎ – aš-Šám) je hlavní město Sýrie. Často je označován jako nejstarší trvale osídlené město na světě. Ve městě žije přibližně 2,69 milionu obyvatel, metropolitní oblast čítala asi 2,8 milionu lidí. Není známo, jak se občanská válka v Sýrii, která poté vypukla a doposud trvá, projevila na počtu obyvatel města. Od roku 1979 je historická část města zapsána na seznamu světového kulturního dědictví UNESCO (od roku 2011 zároveň na seznamu památek v ohrožení).

## Dějiny
Předpokládá se, že město bylo osídleno už někdy v období 10 000 až 8 000 let př. n. l. Do příchodu Aramejců však nebylo město považováno za důležité. Jejich příchod měl za následek vybudování prvního vodovodního systému na světě a již ve druhém tisíciletí před naším letopočtem byl Damašek znám jako významné obchodní a řemeslné město. Později se stal metropolí silné aramejské monarchie. Po Aramejcích přišli Asyřané, Babylonci a Peršané. V následujících letech se město stále víc a víc rozvíjelo, roku 64 př. n. l. z něj Římská říše učinila svou provincii. O římské nadvládě dodnes svědčí třeba ruiny Jupiterova chrámu.
Největší rozkvět zažilo město v období tzv. „zlatého věku“, od roku 661, kdy rod Umajjovců ustanovil Damašek hlavním městem nového islámského státu. Následoval rychlý rozvoj a velká výstavba – byly stavěny honosné paláce a mešity, prostorné trhy (bazary), nemocnice, proslulé lázně a vodovodní a kanalizační zařízení. Nejznámější památkou na tuto éru je Umajjovská mešita. Umajjovská mešita je jednou z největších a nejstarších mešit světa. Byla přestavěna mezi lety 706–715 z křesťanské baziliky Jana Křtitele, která vyrostla na místě původního prastarého chrámu boha bouří a hromovládce Hadada (sumerský Iškur, akkadský Adad), jehož stavbu historikové datují do počátku 1. tis. př. n. l. Již staletí předtím místo sloužilo k náboženským účelům. Po ovládnutí Damašku Římany v roce 64 př. n. l., byl Hadadův chrám přejmenován na chrám boha Jupitera, podle nejvyššího římského boha vládnoucího nebesům a rovněž hromům. V roce 750 se stal hlavním městem Umajjovců Bagdád a sláva Damašku na mnoho století upadla.
Další rozvoj města nastal až s příchodem Osmanů, kteří začali znovu stavět mešity, školy a citadely a obestavěli Damašek pásem ochranných hradeb. Ani tato výstavba však netrvala dlouho – roku 1400 bylo město zničeno a vypáleno nájezdem Turko-Mongolů, jejichž vojevůdcem byl Tamerlán.[zdroj?] Ten nechal odvléct mnoho obyvatel Damašku, zejména řemeslníky, do svého hlavního města Samarkandu.
Pod vlivem Osmanské říše začal Damašek v 18. století po dlouhé době opět vzkvétat – navenek působilo město chudě, uvnitř města to však byl skvostný klenot, známý po celém arabském světě. V roce 1918 se spolu s Araby Damašku zmocnil britský důstojník Thomas Edward Lawrence, zvaný Lawrence z Arábie. V roce 1943 se stal Damašek hlavním městem nezávislé Sýrie.

## Charakter města
Damašské Staré město je ukryto za vnitřními hradbami a přístup do něj vede několika branami. Nachází se zde několik mešit, citadela, vojenská pevnost, bývalé rezidence a paláce vlivných a bohatých kupců a správců. Okolí města tvoří především hory (např. hora Kásijún) a řeka Baradá.

## Dopravní spojení
Mezinárodní letiště Damašek (IATA: DAM, ICAO: OSDI) je situované 20 km od centra města. Před vypuknutím občanské války nabízelo pravidelné spojení do předních světových destinací – Moskva, Paříž, Londýn, Berlín, Madrid, Amsterdam, Frankfurt nad Mohanem nebo Stockholm. Pravidelnou linku z Ruzyňského mezinárodního letiště v Praze do Damašku provozovaly také České aerolinie až do května 2011, kdy byly lety z ekonomických důvodů zastaveny.
Damašek je výchozí stanice železniční Hidžázské dráhy.

## Slavní rodáci
- Sofronios z Jeruzaléma (560–638), jeruzalémský patriarcha v letech 634–638[4]
- Svatý Jan z Damašku (7. – 8. století n.l), byzantský teolog a mnich[5]
- Šukrí al-Kuvvatlí (1891–1967), syrský prezident v letech 1943–1949 a 1955–1958[6]
- Nizár Kabbání (1923–1998), syrský národní básník, spisovatel a diplomat[7]
- Yasser Seirawan (* 1960), irácko-americký šachový velmistr[8]
- Bašár al-Asad (* 1965), syrský prezident (2000–2024)[9]

## Partnerská města
- Alexandrie, Egypt
- Ammán, Jordánsko
- Athény, Řecko (1996)
- Budapešť, Maďarsko
- Bukurešť, Rumunsko
- Caracas, Venezuela
- Córdoba, Španělsko
- Dubaj, Spojené arabské emiráty
- Florencie, Itálie
- Jerevan, Arménie
- Káhira, Egypt
- Madrid, Španělsko
- Malaga, Španělsko
- Milán, Itálie
- Nová Bombaj, Indie
- Paříž, Francie
- Rabat, Maroko (1987)
- Rio de Janeiro, Brazílie
- Řím, Itálie
- Saná, Jemen
- São Paulo, Brazílie (1999)
- Tripolis, Libye (1998)

## Galerie

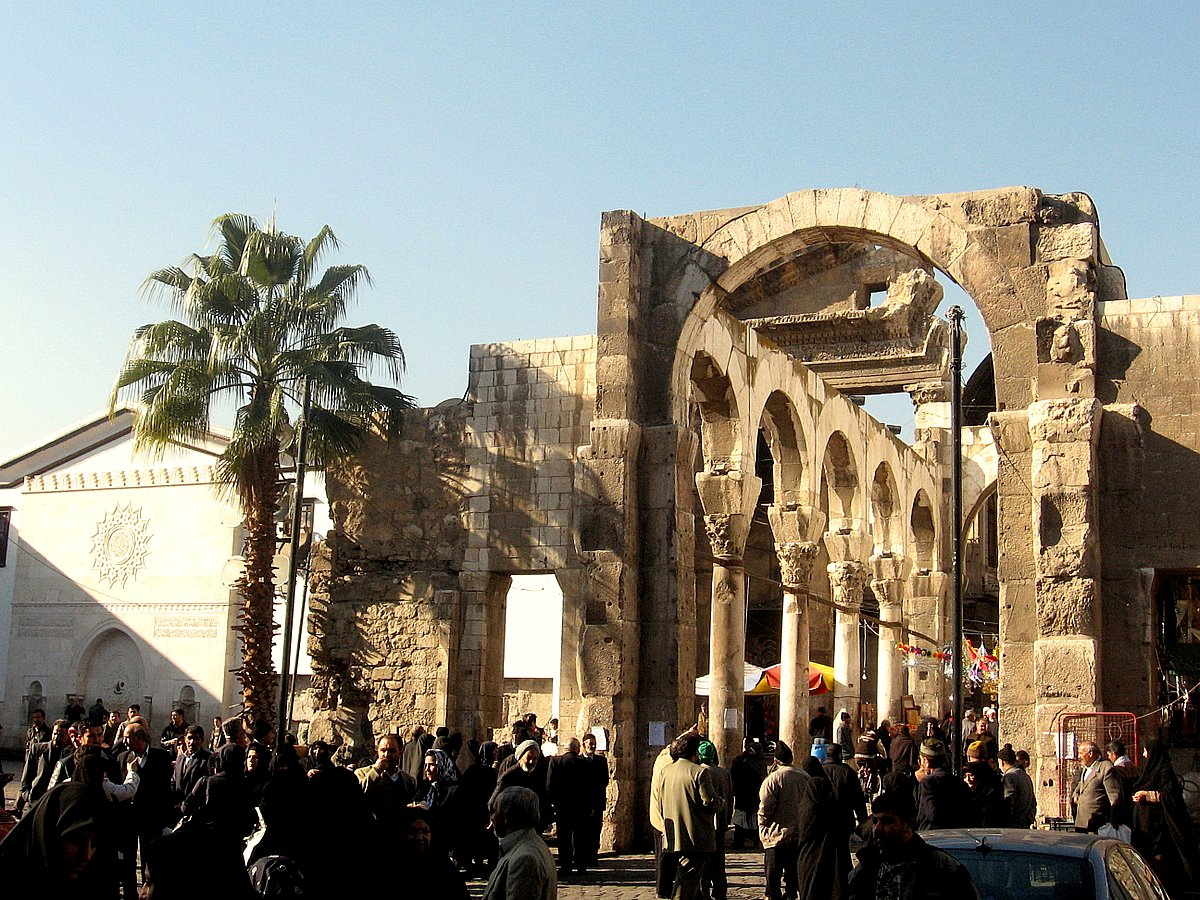
Jupiterův chrám
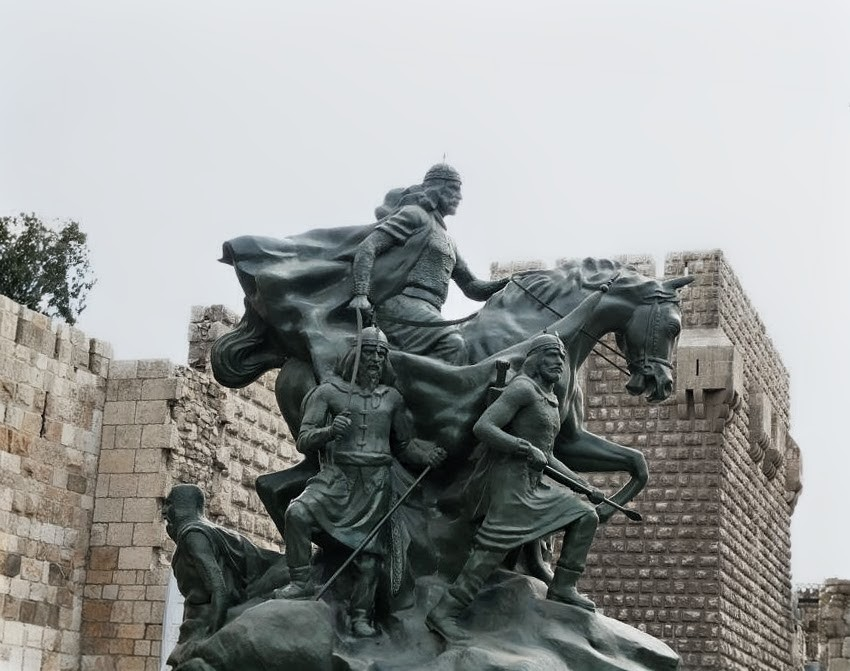
Saladinova socha
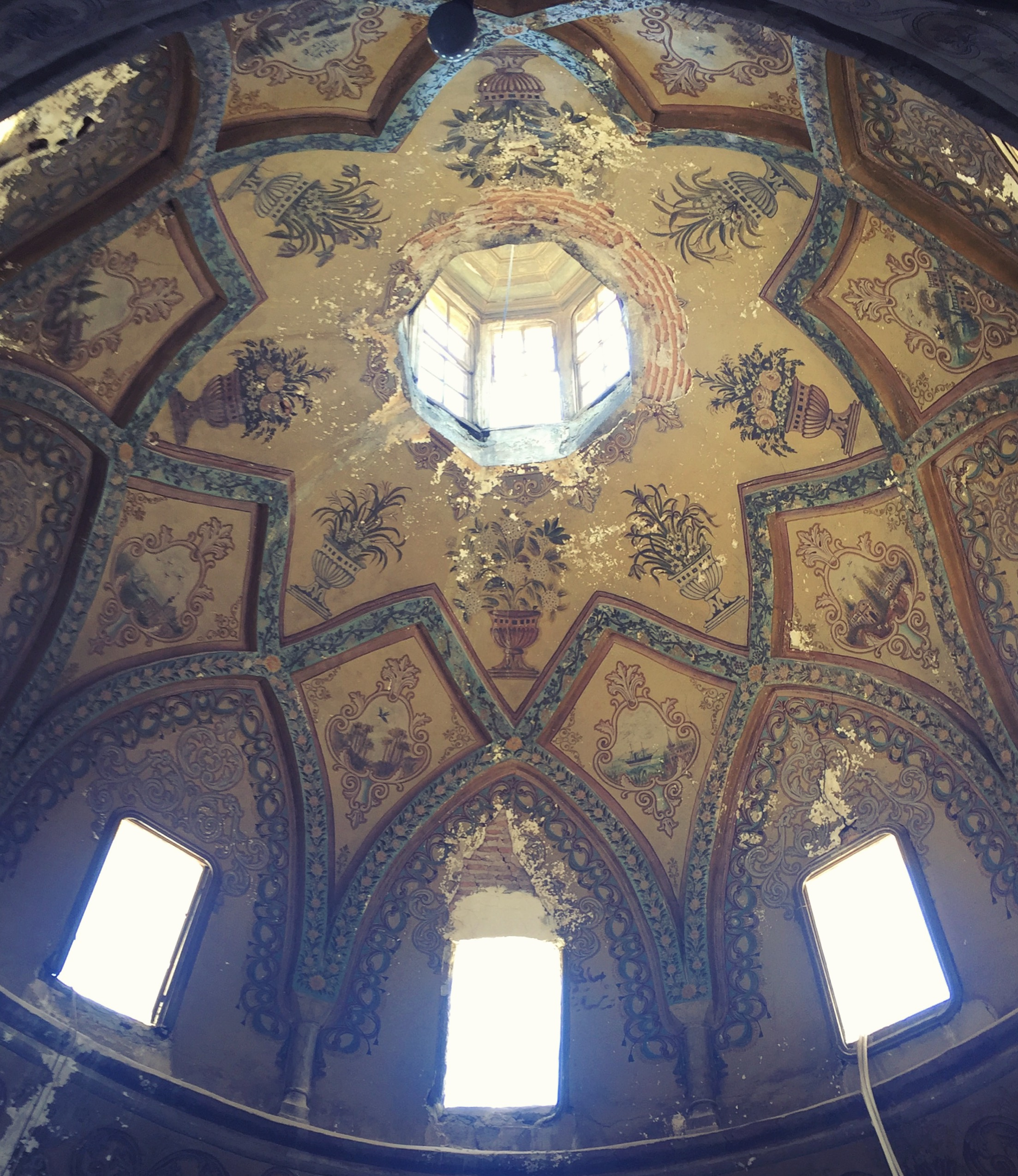
Kupole tureckých lázní v damašském Starém městě (2016)
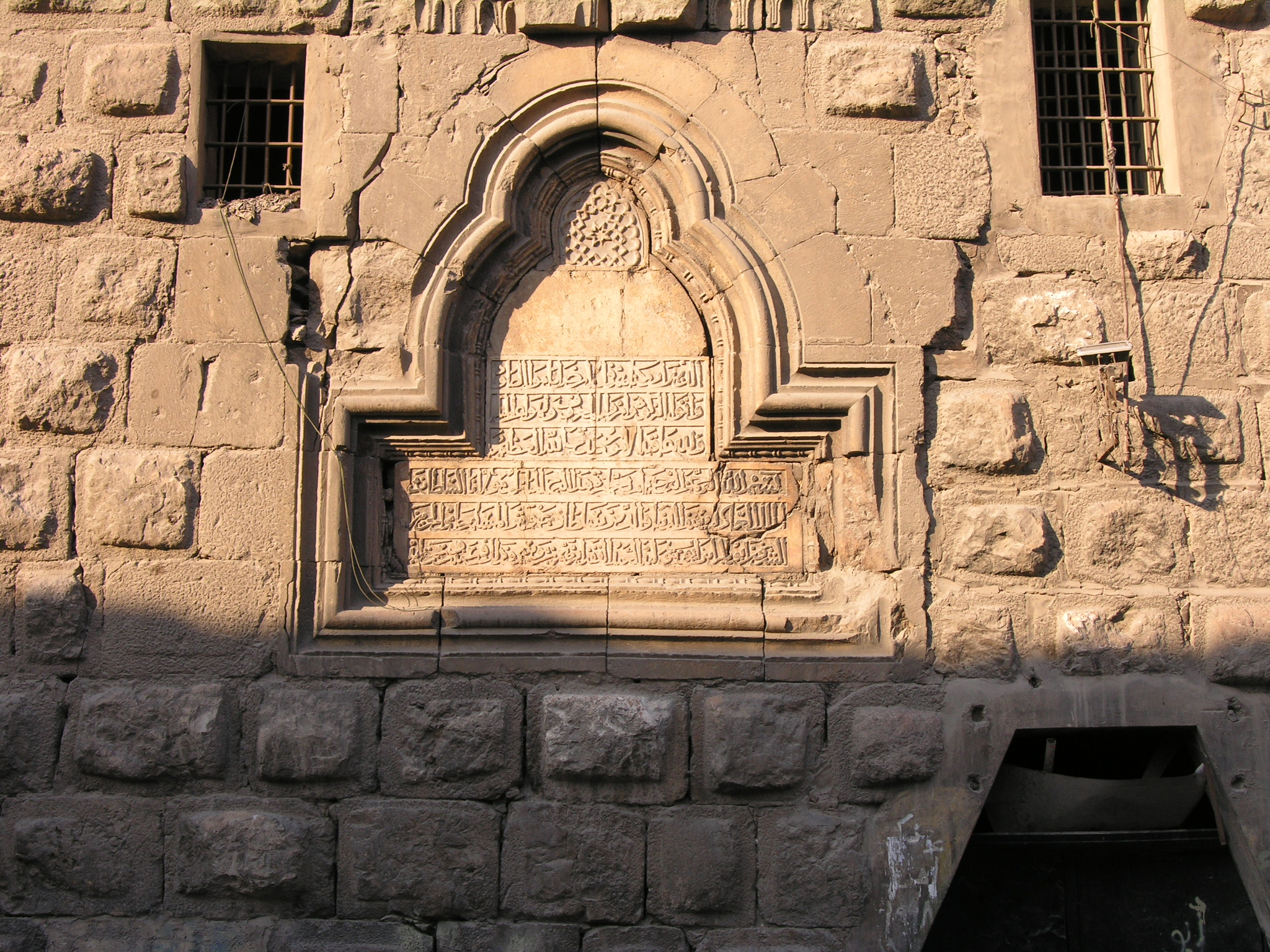
Damašské Staré město (2007)
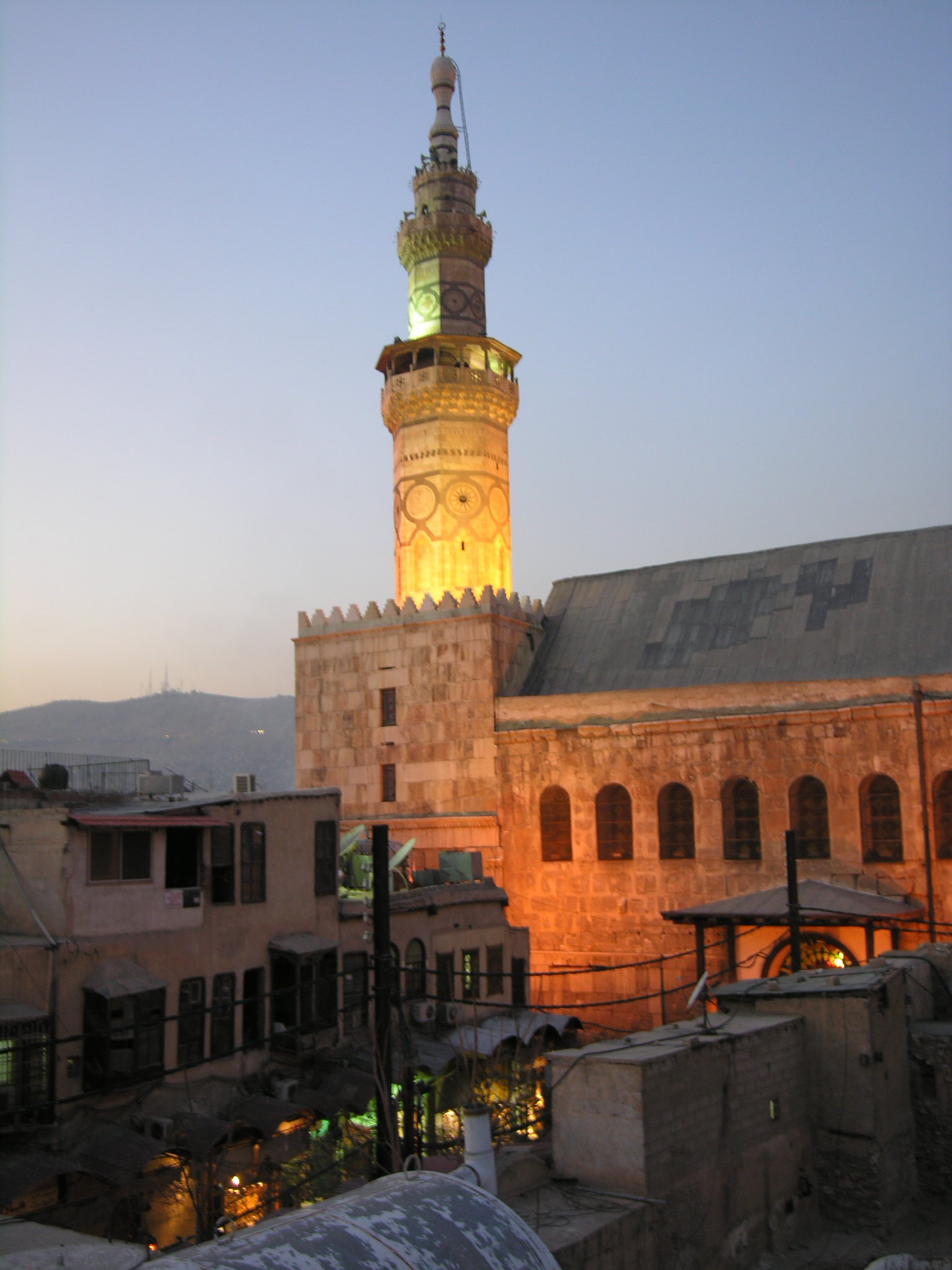
Damašské Staré město (2007)
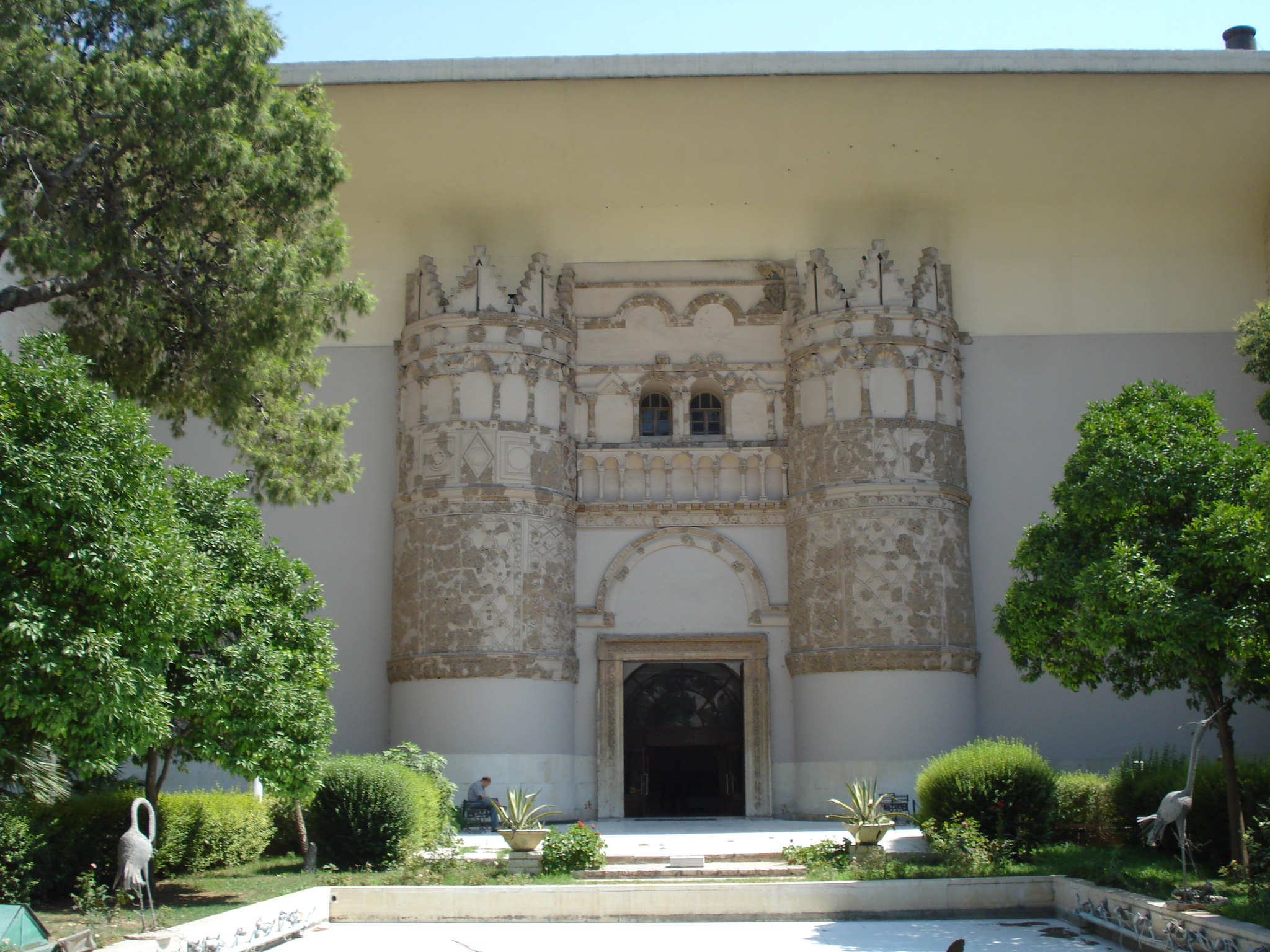
Národní muzeum v Damašku
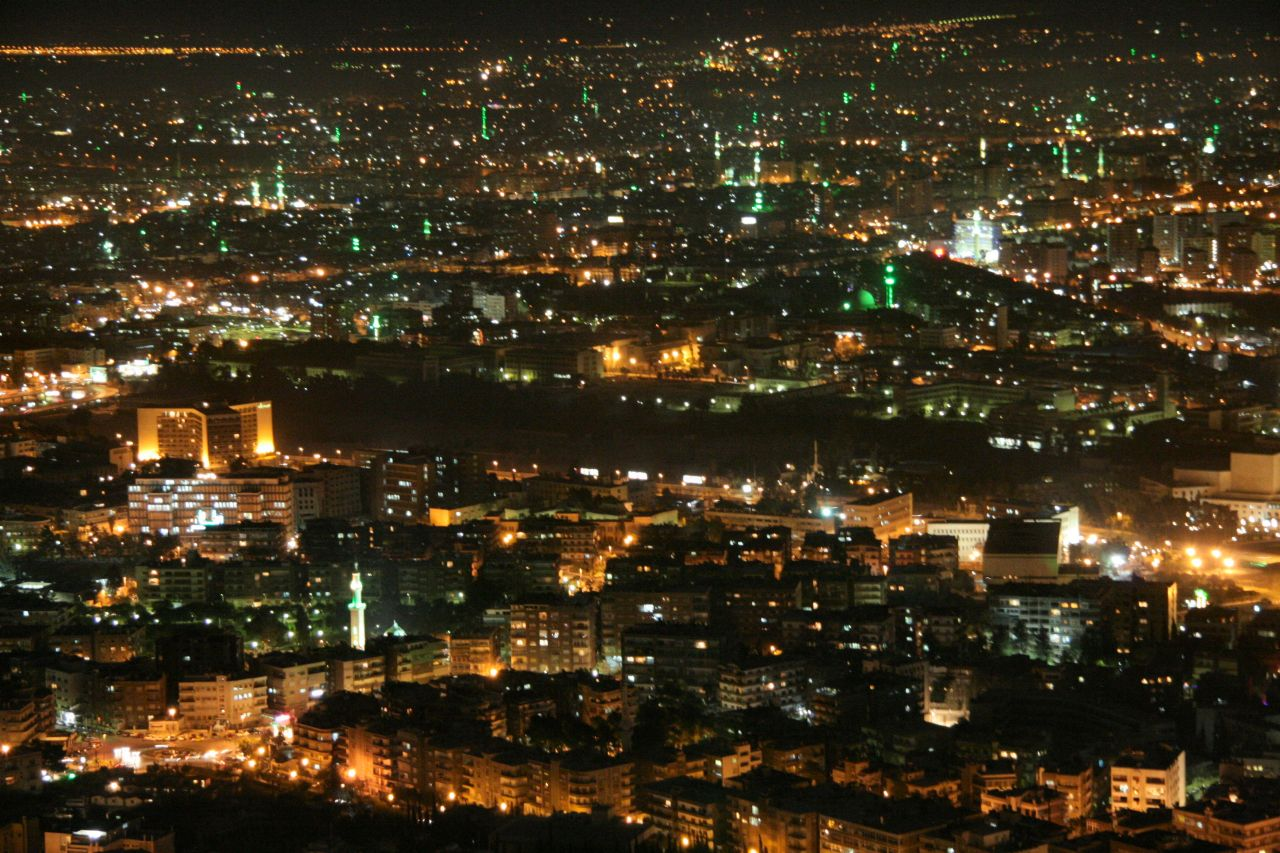
Damašek v noci – zelená světla jsou minarety
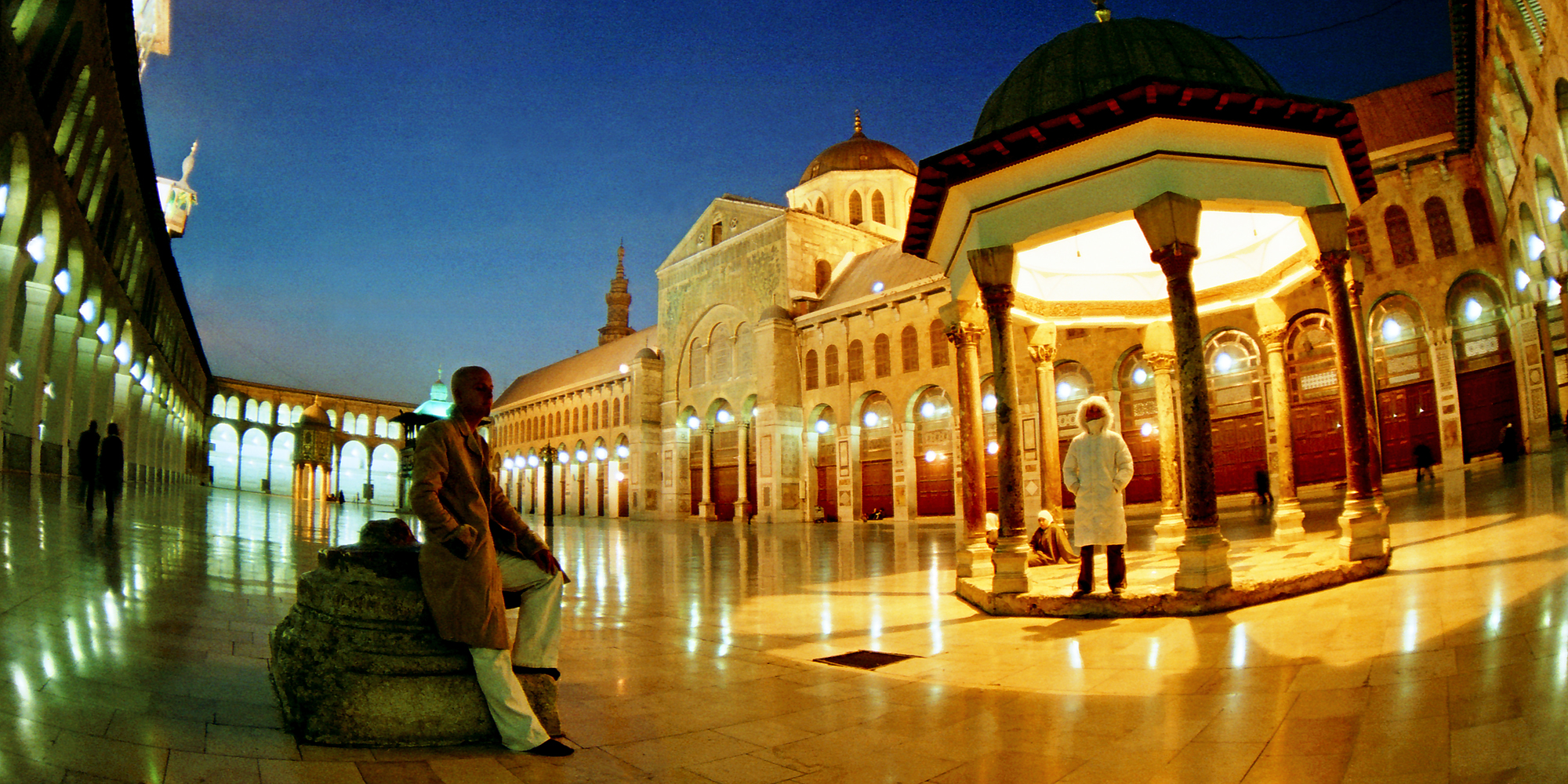
Umajjovská mešita v Damašku je největší a nejdůležitější mešitou v hlavním městě i celé Sýrii